# Bartramia subsymmetrica
Bartramia subsymmetrica är en bladmossart som beskrevs av Jules Cardot 1906. Bartramia subsymmetrica ingår i släktet äppelmossor, klassen egentliga bladmossor, divisionen bladmossor och riket växter. Inga underarter finns listade i Catalogue of Life.